# Camaricoproctus pauciannulatus
Camaricoproctus pauciannulatus är en mångfotingart som beskrevs av Jeekel 1965. Camaricoproctus pauciannulatus ingår i släktet Camaricoproctus och familjen Spirostreptidae. Inga underarter finns listade i Catalogue of Life.